# Notacma rixosa
Notacma rixosa är en stekelart som först beskrevs av Cresson 1868.  Notacma rixosa ingår i släktet Notacma och familjen brokparasitsteklar. Inga underarter finns listade i Catalogue of Life.